# Rhitymna occidentalis
Rhitymna occidentalis là một loài nhện trong họ Sparassidae.
Loài này thuộc chi Rhitymna. Rhitymna occidentalis được Peter Jäger miêu tả năm 2003.